# Triathlon ai XXI Giochi del Commonwealth
La quarta edizione di triathlon ai Giochi del Commonwealth si è svolta nel 2018, dal 5 al 7 aprile, a Gold Coast in Australia, all'interno della ventunesima (XXI) edizione dei Giochi del Commonwealth .
Tra gli uomini ha vinto il sudafricano Henri Schoeman. Tra le donne ha trionfato la bermudiana  Flora Duffy.

## Medagliere
| Posiz. | Nazione       | Oro | Argento | Bronzo | Totale |
| ------ | ------------- | --- | ------- | ------ | ------ |
| 1      | Inghilterra   | 2   | 2       | 0      | 4      |
| 2      | Australia     | 1   | 3       | 2      | 6      |
| 3      | Sudafrica     | 1   | 0       | 0      | 1      |
| 3      | Bermuda       | 1   | 0       | 0      | 1      |
| 5      | Scozia        | 0   | 0       | 1      | 1      |
| 5      | Canada        | 0   | 0       | 1      | 1      |
| 5      | Nuova Zelanda | 0   | 0       | 1      | 1      |
| Totale | Totale        | 6   | 6       | 6      | 18     |

## Podi

### Maschile
| Evento                       | Oro             | Argento           | Bronzo       |
| Individuale                  | Henri Schoeman  | Jacob Birtwhistle | Marc Austin  |
| Individuale PWTC Paralimpico | Joseph Townsend | Nic Beveridge     | Bill Chaffey |

### Femminile
| Evento                       | Oro         | Argento           | Bronzo        |
| Individuale                  | Flora Duffy | Jessica Learmonth | Joanna Brown  |
| Individuale PWTC Paralimpico | Jade Jones  | Emily Tapp        | Lauren Parker |

### Misto
| Evento          | Oro       | Argento     | Bronzo        |
| Staffetta mista | Australia | Inghilterra | Nuova Zelanda |

## Risultati

### Élite uomini
| Pos. | Nome               | Paese          | Nuoto    | Bici     | Corsa    | Totale   |
| ---- | ------------------ | -------------- | -------- | -------- | -------- | -------- |
|      | Henri Schoeman     | Sudafrica      | 00:08:51 | 00:27:41 | 00:15:00 | 00:52:31 |
|      | Jacob Birtwhistle  | Australia      | 00:09:10 | 00:27:53 | 00:14:36 | 00:52:38 |
|      | Marc Austin        | Gran Bretagna  | 00:08:53 | 00:27:39 | 00:15:12 | 00:52:44 |
| 4    | Matthew Hauser     | Australia      | 00:08:52 | 00:27:41 | 00:15:15 | 00:52:46 |
| 5    | Ryan Sissons       | Nuova Zelanda  | 00:09:01 | 00:27:57 | 00:14:50 | 00:52:49 |
| 6    | Richard Murray     | Sudafrica      | 00:09:12 | 00:27:51 | 00:15:03 | 00:53:04 |
| 7    | Jonathan Brownlee  | Gran Bretagna  | 00:08:51 | 00:27:41 | 00:15:38 | 00:53:09 |
| 8    | Luke Willian       | Australia      | 00:09:05 | 00:27:56 | 00:15:30 | 00:53:33 |
| 9    | Matthew Sharpe     | Canada         | 00:09:07 | 00:27:53 | 00:15:36 | 00:53:34 |
| 10   | Alistair Brownlee  | Gran Bretagna  | 00:08:48 | 00:27:44 | 00:16:05 | 00:53:37 |
| 11   | Tayler Reid        | Nuova Zelanda  | 00:08:49 | 00:27:45 | 00:16:17 | 00:53:48 |
| 12   | Tyler Mislawchuk   | Canada         | 00:08:59 | 00:28:03 | 00:15:55 | 00:54:00 |
| 13   | Alexis Lepage      | Canada         | 00:09:00 | 00:28:01 | 00:16:10 | 00:54:15 |
| 14   | Russell White      | Irlanda        | 00:09:10 | 00:27:48 | 00:16:39 | 00:54:38 |
| 15   | Jean-Paul Burger   | Namibia        | 00:09:19 | 00:28:35 | 00:16:23 | 00:55:18 |
| 16   | Tony Dodds         | Nuova Zelanda  | 00:08:57 | 00:28:04 | 00:17:28 | 00:55:29 |
| 17   | Grant Sheldon      | Gran Bretagna  | 00:09:09 | 00:29:19 | 00:16:09 | 00:55:42 |
| 18   | Tyler Butterfield  | Bermuda        | 00:09:32 | 00:28:55 | 00:16:13 | 00:55:51 |
| 19   | Thomas Bishop      | Gran Bretagna  | 00:08:59 | 00:29:19 | 00:16:49 | 00:56:15 |
| 20   | Wian Sullwald      | Sudafrica      | 00:09:03 | 00:27:58 | 00:18:26 | 00:56:30 |
| 21   | Tyler Smith        | Bermuda        | 00:09:07 | 00:29:22 | 00:17:08 | 00:56:41 |
| 22   | James Edgar        | Irlanda        | 00:09:00 | 00:30:54 | 00:17:05 | 00:58:01 |
| 23   | Jason Wilson       | Barbados       | 00:09:13 | 00:31:12 | 00:16:48 | 00:58:14 |
| 24   | Joshua Lewis       | Gran Bretagna  | 00:09:31 | 00:30:29 | 00:17:30 | 00:58:45 |
| 25   | Matthew Wright     | Barbados       | 00:10:12 | 00:30:48 | 00:16:41 | 00:58:46 |
| 26   | Oliver Turner      | Gran Bretagna  | 00:09:20 | 00:31:02 | 00:18:40 | 01:00:06 |
| 27   | Timothee Hugnin    | Mauritius      | 00:10:09 | 00:30:48 | 00:18:20 | 01:00:24 |
| 28   | Andrew Gordon      | Gibilterra     | 00:10:10 | 00:30:51 | 00:18:52 | 01:00:59 |
| 29   | Christopher Walker | Gibilterra     | 00:10:33 | 00:31:27 | 00:18:52 | 01:02:00 |
| 30   | Xian Hao Chong     | Malaysia       | 00:10:42 | 00:33:21 | 00:19:29 | 01:04:45 |
| 31   | Robert Matto       | Gibilterra     | 00:11:23 | 00:33:06 | 00:20:01 | 01:05:47 |
| 32   | Phillip Mccatty    | Giamaica       | 00:13:56 | 00:33:43 | 00:20:24 | 01:09:19 |
| 33   | Cameron Roach      | Bahamas        | 00:11:19 | 00:35:35 | 00:23:13 | 01:11:31 |
| 34   | Patrick Newman     | Isole Salomone | 00:13:57 | 00:36:24 | 00:22:38 | 01:14:37 |
| 35   | Rocky Donald Ratu  | Isole Salomone | 00:16:30 | 00:36:29 | 00:20:45 | 01:14:59 |
| 36   | Brandon Santos     | Belize         | 00:13:51 | 00:36:30 | 00:23:55 | 01:15:50 |

### Élite donne
| Pos. | Atleta              | Paese              | Nuoto    | Bici     | Corsa    | Totale   |
| ---- | ------------------- | ------------------ | -------- | -------- | -------- | -------- |
|      | Flora Duffy         | Bermuda            | 00:09:10 | 00:29:37 | 00:16:56 | 00:56:50 |
|      | Jessica Learmonth   | Gran Bretagna      | 00:09:04 | 00:29:40 | 00:17:40 | 00:57:33 |
|      | Joanna Brown        | Canada             | 00:09:48 | 00:30:12 | 00:16:31 | 00:57:38 |
| 4    | Vicky Holland       | Gran Bretagna      | 00:09:47 | 00:30:11 | 00:16:34 | 00:57:42 |
| 5    | Ashleigh Gentle     | Australia          | 00:09:48 | 00:30:13 | 00:17:04 | 00:58:08 |
| 6    | Sophie Coldwell     | Gran Bretagna      | 00:09:17 | 00:30:44 | 00:17:17 | 00:58:19 |
| 7    | Nicole Van Der Kaay | Nuova Zelanda      | 00:09:46 | 00:30:15 | 00:17:29 | 00:58:31 |
| 8    | Non Stanford        | Gran Bretagna      | 00:09:50 | 00:30:09 | 00:17:39 | 00:58:45 |
| 9    | Gillian Backhouse   | Australia          | 00:09:34 | 00:30:25 | 00:17:52 | 00:58:54 |
| 10   | Rebecca Spence      | Nuova Zelanda      | 00:09:46 | 00:30:13 | 00:18:07 | 00:59:12 |
| 11   | Charlotte McShane   | Australia          | 00:09:47 | 00:30:13 | 00:18:18 | 00:59:20 |
| 12   | Beth Potter         | Gran Bretagna      | 00:09:50 | 00:31:28 | 00:17:24 | 00:59:50 |
| 13   | Andrea Hewitt       | Nuova Zelanda      | 00:09:59 | 00:31:16 | 00:18:27 | 01:00:48 |
| 14   | Dominika Jamnicky   | Canada             | 00:09:57 | 00:31:18 | 00:18:46 | 01:01:08 |
| 15   | Gillian Sanders     | Sudafrica          | 00:10:01 | 00:33:04 | 00:18:53 | 01:03:06 |
| 16   | Erica Hawley        | Bermuda            | 00:10:04 | 00:33:03 | 00:19:00 | 01:03:14 |
| 17   | Desirae Ridenour    | Canada             | 00:10:04 | 00:32:24 | 00:20:16 | 01:03:46 |
| 18   | Simone Ackermann    | Sudafrica          | 00:09:46 | 00:34:53 | 00:20:05 | 01:05:53 |
| 19   | Jennifer Newbery    | Gran Bretagna      | 00:11:08 | 00:33:28 | 00:21:33 | 01:07:18 |
| 20   | Rachel James        | Papua Nuova Guinea | 00:11:38 | 00:34:48 | 00:22:30 | 01:10:20 |
| 21   | Jenna Ross          | Trinidad e Tobago  | 00:12:43 | 00:34:46 | 00:21:37 | 01:10:25 |
| 22   | Llori Sharpe        | Giamaica           | 00:11:45 | 00:36:39 | 00:22:06 | 01:11:58 |
| 23   | Hanifa Said         | Kenya              | 00:14:28 | 00:36:15 | 00:23:04 | 01:15:18 |
| 24   | Chen Yin Yang       | Malaysia           | 00:11:28 | 00:38:41 | 00:24:57 | 01:16:13 |